# Blanche van Bourgondië

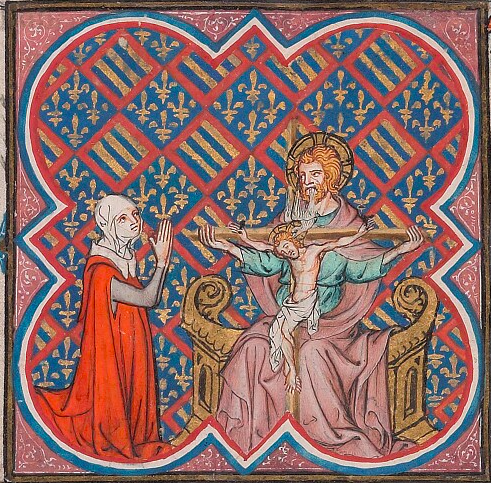
Savoye-Getijdenboek, f25r, Blanche van Bourgondië in aanbidding voor de Heilige Drievuldigheid afgebeeld in een genadestoel.

Blanche van Bourgondië (1288 - Dijon, 28 juli 1348), ook Blanca van Bourgondië genoemd, was de oudste dochter van Robert II van Bourgondië en van Agnes Capet, en de kleindochter van Lodewijk de Heilige, koning van Frankrijk.
Ze trouwde op 18 oktober 1307 met Eduard van Savoye. Ze hadden een dochter:
- Jeanne (1310-1344), gehuwd in 1329 met Jan III van Bretagne (1286 - 1341).

Blanches broer Odo IV van Bourgondië wenste dat zij zorg zou dragen voor Odo's kleinkind Johanna toen die op vierjarige leeftijd huwde met Amadeus VI van Savoye. Blanche overleed echter anderhalve maand na dat huwelijk aan de pest. 